# Dufaux et Cie

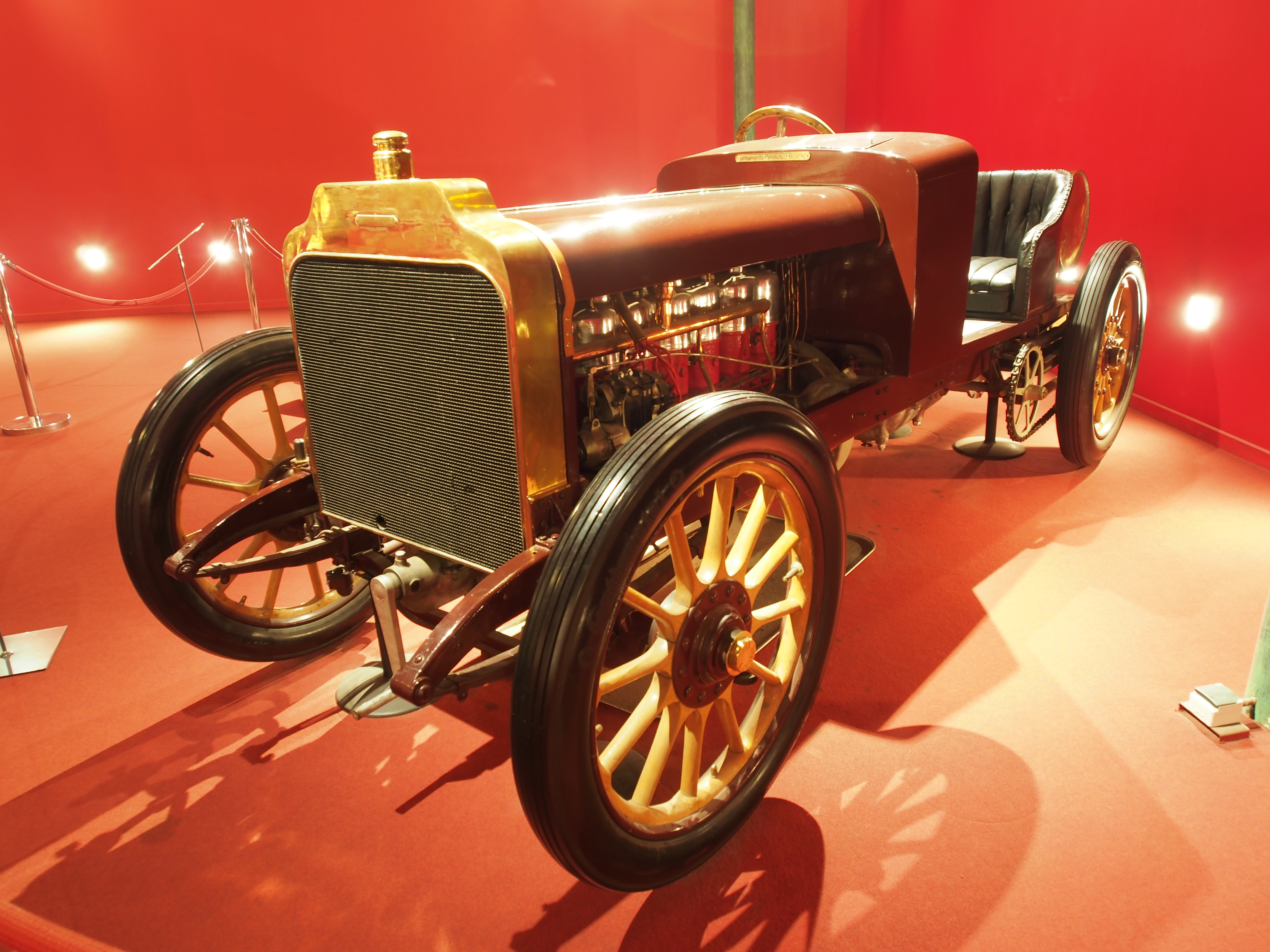
Dufaux von 1904 in der Cité de l’Automobile – Musée National – Collection Schlumpf

Dufaux et Cie war ein Schweizer Hersteller von Automobilen.

## Unternehmensgeschichte
Die Brüder Charles Dufaux und Frédéric Dufaux begannen 1904 in Genf mit der Produktion von Automobilen. Charles und Frédéric Dufaux waren Cousins von Henri und Armand Dufaux, die fünf Jahre zuvor den Motorradhersteller Motosacoche gegründet hatten.
1907 endete die Produktion von Dufaux.

## Fahrzeuge
Das erste Auto war ein Rennwagen für den Gordon-Bennett-Cup 1904, der mit einem der ersten Achtzylinder-Reihenmotoren für Strassenfahrzeuge überhaupt ausgestattet war. Mit 12.763 cm³ Hubraum erreichte er fast exakt das Volumen des späteren Bugatti Type 41 „Royale“. Es folgten weitere Rennwagen mit Vierzylinder- und Achtzylindermotoren mit bis zu 26.400 cm³ Hubraum. Strassentaugliche Fahrzeuge gab es ab 1905. In dem Jahr wurden das Modell 35 CV mit Vierzylindermotor und ein Achtzylindermodell vorgestellt. 1906 kamen die Vierzylindermodelle 16 CV mit 4000 cm³ Hubraum und 35/40 CV dazu.
Je ein Fahrzeug dieser Marke ist im Verkehrshaus der Schweiz in Luzern und in der Sammlung der Cité de l’Automobile in Mulhouse (Frankreich) zu besichtigen.

## Rekordversuche
Das 1904 gebaute Fahrzeug hatte einen Achtzylinder-Reihenmotor mit 12.763 cm³ Hubraum und einer Leistung von rund 90 PS bei 1200/min. Durch einen Defekt an der Vorderachse konnte der Wagen nicht beim Gordon-Bennett-Cup starten. Im Herbst 1904 wurde mit diesem Fahrzeug in Genf ein Rekord über einen Kilometer mit fliegendem Start mit 115 km/h aufgestellt. Bei Le kilomètre et le mile à Dourdan stellte Frederic Dufaux im Jahr 1904 sein Fahrzeug mit Achtzylindermotor und 980 kg Gesamtgewicht vor. 
Für das Gordon-Bennet-Rennen 1905 baute Dufaux drei Rennwagen mit einem riesigen Vierzylindermotor. Ein Fahrzeug wurde an den Engländer Charles Stewart Rolls ausgeliefert, der damit Rennen fahren wollte. Wegen verschiedener Defekte wurde der Wagen wieder in die Schweiz geschickt.

## Konstruktion
Der  Motor hatte zwei Blöcke zu je zwei Zylindern mit einer Bohrung von 225 mm und einem Hub von 166 mm. Der Hubraum betrug 26,4 l. Die Ventile waren seitlich stehend angeordnet, die Zündung erfolgte mit einem Magnetzünder. Die Leistung betrug 150 PS bei 1000/min. Anstelle eines konventionellen Kühlers waren an den Zylinderköpfen zahlreiche Kupferrohre mit Kühllamellen angebracht; die Kühlung funktionierte als Thermosiphonkühlung.
Die Kraft wurde über eine Metallkonuskupplung und ein Dreiganggetriebe mit Ketten auf die Hinterräder übertragen. Das aus U-Profilen gebaute Chassis hatte eine stark gekröpfte Vorderachse, die nach einem Dufaux-Patent aus Chromnickelstahl gefertigt war und die ebenso wie die Hinterachse mit Halbelliptikfedern mit dem Chassis verbunden waren. Aus Gewichtsgründen, das Fahrzeug durfte nur 1000 kg wiegen, wurde auf eine Karosserie verzichtet; die einfachen Sitze für Fahrer und Beifahrer waren auf einer Chassistraverse befestigt.

## Rekordfahrt

Rekordfahrzeug 1905

Am 15. November 1905 kamen die Gebrüder Dufaux mit ihrem Rennwagen und einigen Begleitpersonen zum Kilometer 49 an der Strasse zwischen Salon-de-Provence und Arles, um einen neuen Rekord aufzustellen. Im dritten Versuch erreichte Frédéric Dufaux eine Geschwindigkeit von 156,522 km/h über einen Kilometer. Sechs Wochen später wurde dieser Rekord von dem Franzosen Victor Hémery mit einem Darracq mit 176,476 km/h bereits wieder eingestellt.